# 농어민후계자
농어민후계자(農漁民後繼者)는 농어촌에 정착하여 농업 또는 어업을 영위할 의사와 능력이 있는 농어촌청소년을 말한다. 농어민후계자 육성 정책은 농어민 인력의 확보를 위해 1980년 11월 '농어민후계자육성기금법'을 제정 공포하여 1981년도부터 실시해 왔다. 세부적으로는 농림수산부에서 후계자의 정책지원 계획을 수립하고 농촌진흥청 및 수산청에서는 기술 및 경영교육을 실시하며, 농업협동조합과 수산업협동조합에서는 영농·영어정착에 필요한 자금을 융자하고 농수산물 제값받기를 위한 유통활동을 지원해 왔다. 1990년도에는 농어민후계자의 건전육성 및 제도개선을 위해 후계자의 선정·교육·사후관리를 지도기관으로 일원화하고 농어민후계자육성기금법을 폐지하여 새로 재정·공포된 '농어촌발전특별조치법'에 흡수, 후계자의 육성, 지원사업을 계속하고 있다. 농민후계자에 대한 지도·지원사업은 전문영농기술교육, 농장현지기술지도, 농장성장단계별 분류지도, 신품종·신기술지원, 기술교재 지원, 자율영농연구모임 지도, 4－H회 지도 및 농촌지도자회 가입지도 등이며 어민후계자에 대해서는 어업별 기술지도와 경영지도, 각종 수산기술자와 정보지 보급사업이 행해지고 있으며 이와는 별도로 농·어촌 청소년에게 영농·영어 기술훈련이 실시되고 있다.